# Liste der Nummer-eins-Hits in Italien (1999)
Diese Liste der Nummer-eins-Hits in Italien basiert auf den offiziellen Chartlisten der Federazione Industria Musicale Italiana (FIMI), der italienischen Landesgruppe der IFPI, im Jahr 1999. Berücksichtigt werden die Album- und Singlecharts.

## Singles
| ← 1998 ← | Liste der Nummer-eins-Hits in Italien | Liste der Nummer-eins-Hits in Italien | Liste der Nummer-eins-Hits in Italien                                                                      | 2000 → |
| \| Zeitraum \| Wo. ges. \| Interpret \| Titel Autor(en) \| Zusätzliche Informationen \| \| (Zeitraum, Wochen auf Platz eins, Interpret, Titel, Autor[en], zusätzliche Informationen) \| \| \| \| \| \| ----------------------------------------------------------------------------------------- \| -------- \| ---------------------- \| ---------------------------------------------------------------------------------------------------------- \| ------------------------------------------------------------------------------------------------------------------------------------------------------------------------------------------------------------------------ \| \| 18. Dezember 1998 – 4. Februar 1999 7 Wochen \| 7 \| Cher \| Believe Brian Higgins, Stuart McLennen, Paul Barry, Steven Torch, Matthew Gray, Timothy Powell, Jeff Lynne \| – \| \| 5. Februar 1999 – 4. März 1999 4 Wochen \| 4 \| The Offspring \| Pretty Fly (for a White Guy) Dexter Holland \| – \| \| 5. März 1999 – 11. März 1999 1 Woche \| 1 \| Alex Britti \| Oggi sono io Alessandro Britti \| Mit diesem Lied hatte Britti zuvor in der Newcomer-Kategorie des Sanremo-Festivals den Sieg davontragen können. Anna Oxa, Gewinnerin in der Hauptkategorie, kam hingegen in den Charts nicht über Platz zehn hinaus. \| \| 12. März 1999 – 18. März 1999 1 Woche (insgesamt 3) \| 3 \| Britney Spears \| …Baby One More Time Max Martin \| Die Debütsingle des amerikanischen Popstars wurde ein weltweiter Hit. \| \| 19. März 1999 – 24. März 1999 1 Woche (insgesamt 2) \| 2 \| Anggun \| Snow on the Sahara Erick Benzi, Nikki Matheson \| – \| \| 25. März 1999 – 8. April 1999 2 Wochen (insgesamt 3) \| 3 \| Britney Spears \| …Baby One More Time Max Martin \| – \| \| 9. April 1999 – 15. April 1999 1 Woche \| 1 \| Mr. Oizo \| Flat Beat Mr. Oizo \| Das Instrumentalstück war für den französischen House-Musiker ein weltweiter Erfolg. \| \| 16. April 1999 – 22. April 1999 1 Woche (insgesamt 2) \| 2 \| Anggun \| Snow on the Sahara Erick Benzi, Nikki Matheson \| – \| \| 23. April 1999 – 29. April 1999 1 Woche \| 1 \| Jovanotti \| Per te Lorenzo Cherubini, Michele Centonze, Saturnino Celani \| – \| \| 30. April 1999 – 3. Juni 1999 5 Wochen \| 5 \| Backstreet Boys \| I Want It That Way Max Martin, Andreas Carlsson \| Zum zweiten Mal innerhalb weniger Monate brachte Martin ein Lied an die Spitze der Charts, diesmal für die amerikanische Boyband. \| \| 4. Juni 1999 – 10. Juni 1999 1 Woche \| 1 \| Madonna \| Beautiful Stranger Madonna, William Orbit \| Das Lied der italienischstämmigen Sängerin war Teil des Soundtracks von Austin Powers – Spion in geheimer Missionarsstellung. \| \| 11. Juni 1999 – 17. Juni 1999 1 Woche \| 1 \| Lene Marlin \| Unfogivable Sinner Lene Marlin \| – \| \| 18. Juni 1999 – 7. Oktober 1999 16 Wochen (insgesamt 17) \| 17 \| Liga/Jova/Pelù \| Il mio nome è mai più Luciano Ligabue, Jovanotti, Piero Pelù \| Die Charitysingle entstand anlässlich des Kosovokrieges und wandte sich gegen jegliche kriegerische Auseinandersetzungen weltweit. Sämtliche Einnahmen gingen an die Hilfsorganisation Emergency.[1] \| \| 8. Oktober 1999 – 14. Oktober 1999 1 Woche \| 1 \| Wyclef Jean feat. Bono \| New Day Jerry ‘Wonder’ Duplessis, Wyclef Jean \| Eine weitere Charitysingle erreichte die Chartspitze, diesmal zugunsten der Organisation NetAid. \| \| 15. Oktober 1999 – 21. Oktober 1999 1 Woche (insgesamt 17) \| 17 \| Liga/Jova/Pelù \| Il mio nome è mai più Luciano Ligabue, Jovanotti, Piero Pelù \| – \| \| 22. Oktober 1999 – 4. November 1999 2 Wochen \| 2 \| Lùnapop \| 50 Special Cesare Cremonini \| Die Debütsingle der Band aus Bologna brachte ihnen sogleich ihren ersten Nummer-eins-Hit. \| \| 5. November 1999 – 11. November 1999 1 Woche \| 1 \| 5ive \| Keep On Movin’ Richard Stannard, Julian Gallagher, Jason Brown, Sean Conlon, Richard Breen \| Nach den Backstreet Boys gelang einer weiteren Boyband – diesmal aus dem Vereinigten Königreich – die Spitzenplatzierung. \| \| 12. November 1999 – 6. Januar 2000 8 Wochen \| 8 \| Vasco Rossi \| La fine del millennio Vasco Rossi \| Auch die Erlöse dieser Single wurden für einen wohltätigen Zweck verwendet: Sie gingen an die nach Rossis verstorbenem Musikerkollegen Massimo Riva benannte Organisation zur Bekämpfung und Prävention der Drogensucht. \| |                                       |                                       | | |
| ← 1998 |                                       |                                       | | → 2000 → |
| Zeitraum | Wo. ges.                              | Interpret                             | Titel Autor(en)                                                                                            | Zusätzliche Informationen |
| (Zeitraum, Wochen auf Platz eins, Interpret, Titel, Autor[en], zusätzliche Informationen) |                                       |                                       | | |
| 18. Dezember 1998 – 4. Februar 1999 7 Wochen | 7                                     | Cher                                  | Believe Brian Higgins, Stuart McLennen, Paul Barry, Steven Torch, Matthew Gray, Timothy Powell, Jeff Lynne | – |
| 5. Februar 1999 – 4. März 1999 4 Wochen | 4                                     | The Offspring                         | Pretty Fly (for a White Guy) Dexter Holland                                                                | – |
| 5. März 1999 – 11. März 1999 1 Woche | 1                                     | Alex Britti                           | Oggi sono io Alessandro Britti                                                                             | Mit diesem Lied hatte Britti zuvor in der Newcomer-Kategorie des Sanremo-Festivals den Sieg davontragen können. Anna Oxa, Gewinnerin in der Hauptkategorie, kam hingegen in den Charts nicht über Platz zehn hinaus.     |
| 12. März 1999 – 18. März 1999 1 Woche (insgesamt 3) | 3                                     | Britney Spears                        | …Baby One More Time Max Martin                                                                             | Die Debütsingle des amerikanischen Popstars wurde ein weltweiter Hit. |
| 19. März 1999 – 24. März 1999 1 Woche (insgesamt 2) | 2                                     | Anggun                                | Snow on the Sahara Erick Benzi, Nikki Matheson                                                             | – |
| 25. März 1999 – 8. April 1999 2 Wochen (insgesamt 3) | 3                                     | Britney Spears                        | …Baby One More Time Max Martin                                                                             | – |
| 9. April 1999 – 15. April 1999 1 Woche | 1                                     | Mr. Oizo                              | Flat Beat Mr. Oizo                                                                                         | Das Instrumentalstück war für den französischen House-Musiker ein weltweiter Erfolg. |
| 16. April 1999 – 22. April 1999 1 Woche (insgesamt 2) | 2                                     | Anggun                                | Snow on the Sahara Erick Benzi, Nikki Matheson                                                             | – |
| 23. April 1999 – 29. April 1999 1 Woche | 1                                     | Jovanotti                             | Per te Lorenzo Cherubini, Michele Centonze, Saturnino Celani                                               | – |
| 30. April 1999 – 3. Juni 1999 5 Wochen | 5                                     | Backstreet Boys                       | I Want It That Way Max Martin, Andreas Carlsson                                                            | Zum zweiten Mal innerhalb weniger Monate brachte Martin ein Lied an die Spitze der Charts, diesmal für die amerikanische Boyband.                                                                                        |
| 4. Juni 1999 – 10. Juni 1999 1 Woche | 1                                     | Madonna                               | Beautiful Stranger Madonna, William Orbit                                                                  | Das Lied der italienischstämmigen Sängerin war Teil des Soundtracks von Austin Powers – Spion in geheimer Missionarsstellung.                                                                                            |
| 11. Juni 1999 – 17. Juni 1999 1 Woche | 1                                     | Lene Marlin                           | Unfogivable Sinner Lene Marlin                                                                             | – |
| 18. Juni 1999 – 7. Oktober 1999 16 Wochen (insgesamt 17) | 17                                    | Liga/Jova/Pelù                        | Il mio nome è mai più Luciano Ligabue, Jovanotti, Piero Pelù                                               | Die Charitysingle entstand anlässlich des Kosovokrieges und wandte sich gegen jegliche kriegerische Auseinandersetzungen weltweit. Sämtliche Einnahmen gingen an die Hilfsorganisation Emergency.                        |
| 8. Oktober 1999 – 14. Oktober 1999 1 Woche | 1                                     | Wyclef Jean feat. Bono                | New Day Jerry ‘Wonder’ Duplessis, Wyclef Jean                                                              | Eine weitere Charitysingle erreichte die Chartspitze, diesmal zugunsten der Organisation NetAid. |
| 15. Oktober 1999 – 21. Oktober 1999 1 Woche (insgesamt 17) | 17                                    | Liga/Jova/Pelù                        | Il mio nome è mai più Luciano Ligabue, Jovanotti, Piero Pelù                                               | – |
| 22. Oktober 1999 – 4. November 1999 2 Wochen | 2                                     | Lùnapop                               | 50 Special Cesare Cremonini                                                                                | Die Debütsingle der Band aus Bologna brachte ihnen sogleich ihren ersten Nummer-eins-Hit. |
| 5. November 1999 – 11. November 1999 1 Woche | 1                                     | 5ive                                  | Keep On Movin’ Richard Stannard, Julian Gallagher, Jason Brown, Sean Conlon, Richard Breen                 | Nach den Backstreet Boys gelang einer weiteren Boyband – diesmal aus dem Vereinigten Königreich – die Spitzenplatzierung.                                                                                                |
| 12. November 1999 – 6. Januar 2000 8 Wochen | 8                                     | Vasco Rossi                           | La fine del millennio Vasco Rossi                                                                          | Auch die Erlöse dieser Single wurden für einen wohltätigen Zweck verwendet: Sie gingen an die nach Rossis verstorbenem Musikerkollegen Massimo Riva benannte Organisation zur Bekämpfung und Prävention der Drogensucht. |

## Alben
| ← 1998 ← | Liste der Nummer-eins-Alben in Italien | Liste der Nummer-eins-Alben in Italien | Liste der Nummer-eins-Alben in Italien | 2000 →                    |
| \| Zeitraum \| Wo. ges. \| Interpret \| Titel \| Zusätzliche Informationen \| \| (Zeitraum, Wochen auf Platz eins, Interpret, Titel, zusätzliche Informationen) \| \| \| \| \| \| ------------------------------------------------------------------------------ \| -------- \| ---------------------- \| -------------------------------- \| ------------------------- \| \| 20. November 1998 – 14. Januar 1999 8 Wochen \| 8 \| Zucchero \| Bluesugar \| – \| \| 15. Januar 1999 – 21. Januar 1999 1 Woche (insgesamt 2) \| 2 \| Biagio Antonacci \| Mi fai stare bene \| – \| \| 22. Januar 1999 – 18. Februar 1999 4 Wochen (insgesamt 8) \| 8 \| Litfiba \| Infinito \| – \| \| 19. Februar 1999 – 25. Februar 1999 1 Woche (insgesamt 2) \| 2 \| Biagio Antonacci \| Mi fai stare bene \| – \| \| 26. Februar 1999 – 11. März 1999 2 Wochen (insgesamt 8) \| 8 \| Litfiba \| Infinito \| – \| \| 12. März 1999 – 18. März 1999 1 Woche \| 1 \| Pino Daniele \| Come un gelato all’equatore \| – \| \| 19. März 1999 – 25. März 1999 1 Woche \| 1 \| Fabrizio De André \| De André in concerto \| – \| \| 26. März 1999 – 8. April 1999 2 Wochen (insgesamt 8) \| 8 \| Litfiba \| Infinito \| – \| \| 9. April 1999 – 15. April 1999 1 Woche \| 1 \| Andrea Bocelli \| Sogno \| – \| \| 16. April 1999 – 22. April 1999 1 Woche \| 1 \| Mina \| Olio \| – \| \| 23. April 1999 – 29. April 1999 1 Woche \| 1 \| Vasco Rossi \| Rewind \| – \| \| 30. April 1999 – 6. Mai 1999 1 Woche \| 1 \| Renato Zero \| Amore dopo amore, tour dopo tour \| – \| \| 7. Mai 1999 – 13. Mai 1999 1 Woche (insgesamt 11) \| 11 \| Adriano Celentano \| Io non so parlar d’amore \| – \| \| 14. Mai 1999 – 20. Mai 1999 1 Woche (insgesamt 3) \| 3 \| Jovanotti \| Lorenzo 1999 – Capo Horn \| – \| \| 21. Mai 1999 – 27. Mai 1999 1 Woche (insgesamt 2) \| 2 \| Backstreet Boys \| Millennium \| – \| \| 28. Mai 1999 – 10. Juni 1999 2 Wochen (insgesamt 3) \| 3 \| Jovanotti \| Lorenzo 1999 – Capo Horn \| – \| \| 11. Juni 1999 – 17. Juni 1999 1 Woche \| 1 \| Jamiroquai \| Synkronized \| – \| \| 18. Juni 1999 – 24. Juni 1999 1 Woche (insgesamt 9) \| 9 \| Red Hot Chili Peppers \| Californication \| – \| \| 25. Juni 1999 – 1. Juli 1999 1 Woche (insgesamt 2) \| 2 \| Backstreet Boys \| Millennium \| – \| \| 2. Juli 1999 – 12. August 1999 6 Wochen (insgesamt 9) \| 9 \| Red Hot Chili Peppers \| Californication \| – \| \| 13. August 1999 – 19. August 1999 1 Woche \| 1 \| Rappers Against Racism \| Only You – The Album \| – \| \| 20. August 1999 – 26. August 1999 1 Woche \| 1 \| Ry Cooder \| Buena Vista Social Club \| – \| \| 27. August 1999 – 9. September 1999 2 Wochen (insgesamt 9) \| 9 \| Red Hot Chili Peppers \| Californication \| – \| \| 10. September 1999 – 16. September 1999 1 Woche \| 1 \| Lucio Dalla \| Ciao \| – \| \| 17. September 1999 – 28. Oktober 2009 7 Wochen \| 7 \| Ligabue \| Miss Mondo \| – \| \| 29. Oktober 1999 – 11. November 1999 2 Wochen (insgesamt 11) \| 11 \| Adriano Celentano \| Io non so parlar d’amore \| – \| \| 12. November 1999 – 2. Dezember 1999 3 Wochen \| 3 \| Claudio Baglioni \| Viaggiatore sulla coda del tempo \| – \| \| 3. Dezember 1999 – 6. Januar 2000 5 Wochen (insgesamt 11) \| 11 \| Adriano Celentano \| Io non so parlar d’amore \| – \| |                                        |                                        |                                        |                           |
| ← 1998 |                                        |                                        |                                        | → 2000 →                  |
| Zeitraum | Wo. ges.                               | Interpret                              | Titel                                  | Zusätzliche Informationen |
| (Zeitraum, Wochen auf Platz eins, Interpret, Titel, zusätzliche Informationen) |                                        |                                        |                                        |                           |
| 20. November 1998 – 14. Januar 1999 8 Wochen | 8                                      | Zucchero                               | Bluesugar                              | –                         |
| 15. Januar 1999 – 21. Januar 1999 1 Woche (insgesamt 2) | 2                                      | Biagio Antonacci                       | Mi fai stare bene                      | –                         |
| 22. Januar 1999 – 18. Februar 1999 4 Wochen (insgesamt 8) | 8                                      | Litfiba                                | Infinito                               | –                         |
| 19. Februar 1999 – 25. Februar 1999 1 Woche (insgesamt 2) | 2                                      | Biagio Antonacci                       | Mi fai stare bene                      | –                         |
| 26. Februar 1999 – 11. März 1999 2 Wochen (insgesamt 8) | 8                                      | Litfiba                                | Infinito                               | –                         |
| 12. März 1999 – 18. März 1999 1 Woche | 1                                      | Pino Daniele                           | Come un gelato all’equatore            | –                         |
| 19. März 1999 – 25. März 1999 1 Woche | 1                                      | Fabrizio De André                      | De André in concerto                   | –                         |
| 26. März 1999 – 8. April 1999 2 Wochen (insgesamt 8) | 8                                      | Litfiba                                | Infinito                               | –                         |
| 9. April 1999 – 15. April 1999 1 Woche | 1                                      | Andrea Bocelli                         | Sogno                                  | –                         |
| 16. April 1999 – 22. April 1999 1 Woche | 1                                      | Mina                                   | Olio                                   | –                         |
| 23. April 1999 – 29. April 1999 1 Woche | 1                                      | Vasco Rossi                            | Rewind                                 | –                         |
| 30. April 1999 – 6. Mai 1999 1 Woche | 1                                      | Renato Zero                            | Amore dopo amore, tour dopo tour       | –                         |
| 7. Mai 1999 – 13. Mai 1999 1 Woche (insgesamt 11) | 11                                     | Adriano Celentano                      | Io non so parlar d’amore               | –                         |
| 14. Mai 1999 – 20. Mai 1999 1 Woche (insgesamt 3) | 3                                      | Jovanotti                              | Lorenzo 1999 – Capo Horn               | –                         |
| 21. Mai 1999 – 27. Mai 1999 1 Woche (insgesamt 2) | 2                                      | Backstreet Boys                        | Millennium                             | –                         |
| 28. Mai 1999 – 10. Juni 1999 2 Wochen (insgesamt 3) | 3                                      | Jovanotti                              | Lorenzo 1999 – Capo Horn               | –                         |
| 11. Juni 1999 – 17. Juni 1999 1 Woche | 1                                      | Jamiroquai                             | Synkronized                            | –                         |
| 18. Juni 1999 – 24. Juni 1999 1 Woche (insgesamt 9) | 9                                      | Red Hot Chili Peppers                  | Californication                        | –                         |
| 25. Juni 1999 – 1. Juli 1999 1 Woche (insgesamt 2) | 2                                      | Backstreet Boys                        | Millennium                             | –                         |
| 2. Juli 1999 – 12. August 1999 6 Wochen (insgesamt 9) | 9                                      | Red Hot Chili Peppers                  | Californication                        | –                         |
| 13. August 1999 – 19. August 1999 1 Woche | 1                                      | Rappers Against Racism                 | Only You – The Album                   | –                         |
| 20. August 1999 – 26. August 1999 1 Woche | 1                                      | Ry Cooder                              | Buena Vista Social Club                | –                         |
| 27. August 1999 – 9. September 1999 2 Wochen (insgesamt 9) | 9                                      | Red Hot Chili Peppers                  | Californication                        | –                         |
| 10. September 1999 – 16. September 1999 1 Woche | 1                                      | Lucio Dalla                            | Ciao                                   | –                         |
| 17. September 1999 – 28. Oktober 2009 7 Wochen | 7                                      | Ligabue                                | Miss Mondo                             | –                         |
| 29. Oktober 1999 – 11. November 1999 2 Wochen (insgesamt 11) | 11                                     | Adriano Celentano                      | Io non so parlar d’amore               | –                         |
| 12. November 1999 – 2. Dezember 1999 3 Wochen | 3                                      | Claudio Baglioni                       | Viaggiatore sulla coda del tempo       | –                         |
| 3. Dezember 1999 – 6. Januar 2000 5 Wochen (insgesamt 11) | 11                                     | Adriano Celentano                      | Io non so parlar d’amore               | –                         |

## Jahreshitparaden
Für die Singlecharts der FIMI ist keine Jahreswertung verfügbar; die Jahreswertung der Singles bei M&D führten Liga/Jova/Pelù mit Il mio nome è mai più an.

| ← 1998 ← | Liste der Nummer-eins-Hits in Italien             | Liste der Nummer-eins-Hits in Italien | Liste der Nummer-eins-Hits in Italien | 2000 →   |
| \| Position# \| Alben \| \| --------- \| ------------------------------------------------- \| \| 1 \| Io non so parlar d’amore Adriano Celentano \| \| 2 \| Infinito Litfiba \| \| 3 \| Capo Horn Jovanotti \| \| 4 \| Rewind Vasco Rossi \| \| 5 \| Mi fai stare bene Biagio Antonacci \| \| 6 \| Californication Red Hot Chili Peppers \| \| 7 \| Miss Mondo Ligabue \| \| 8 \| Viaggiatore sulla coda del tempo Claudio Baglioni \| \| 9 \| Post Orgasmic Chill Skunk Anansie \| \| 10 \| Millenium Backstreet Boys \| |                                                   |                                       |                                       |          |
| ← 1998 |                                                   |                                       |                                       | → 2000 → |
| Position# | Alben                                             |                                       |                                       |          |
| 1 | Io non so parlar d’amore Adriano Celentano        |                                       |                                       |          |
| 2 | Infinito Litfiba                                  |                                       |                                       |          |
| 3 | Capo Horn Jovanotti                               |                                       |                                       |          |
| 4 | Rewind Vasco Rossi                                |                                       |                                       |          |
| 5 | Mi fai stare bene Biagio Antonacci                |                                       |                                       |          |
| 6 | Californication Red Hot Chili Peppers             |                                       |                                       |          |
| 7 | Miss Mondo Ligabue                                |                                       |                                       |          |
| 8 | Viaggiatore sulla coda del tempo Claudio Baglioni |                                       |                                       |          |
| 9 | Post Orgasmic Chill Skunk Anansie                 |                                       |                                       |          |
| 10 | Millenium Backstreet Boys                         |                                       |                                       |          |

## Belege
1. ↑  Giuseppe Videtti: Pelù, Jovanotti, Ligabue: Il rock italiano contro la guerra. In: La Repubblica. 16. Juni 1999, S. 47 (repubblica.it [abgerufen am 19. Januar 2016]).
2. ↑  Guido Racca: M&D Top 100 Year-End: Singoli & Album 1960-2018. Selbstverlag, 2019, ISBN 978-1-980329-12-1, S. 12.

Siehe auch: Nummer-eins-Hits 1999 in  Australien, Belgien, Dänemark, Deutschland, Finnland, Frankreich, Irland, Japan, Kanada, Neuseeland, den Niederlanden, Norwegen, Österreich, Schweden, der Schweiz, Spanien, Südkorea, Ungarn, den Vereinigten Staaten und im Vereinigten Königreich.